# Bristol 401
Bristol 401 друга модель компанії Bristol Aircraft Company з кузовом седан, що випускалась декотрий час паралельно з моделлю Bristol 400 (1949–1952). На цьому ж шасі випускалась в обмеженій кількості модель Bristol 402 з кузовом кабріолет. Обидві моделі створені на базі Bristol 400. Було виготовлено близько 611 машин Bristol 401 і 23 Bristol 402.

## Конструкція

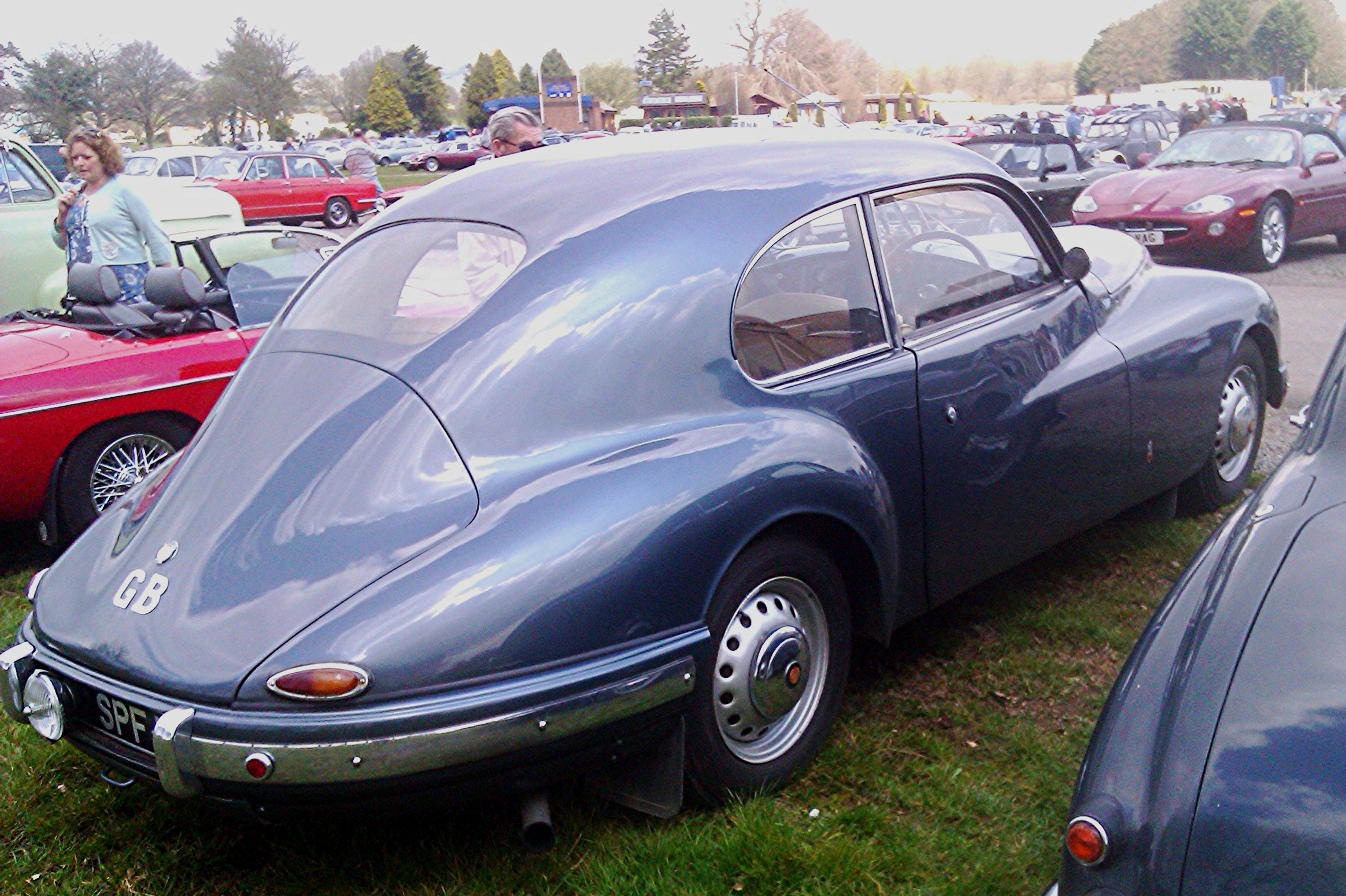
Задня частина Bristol 401

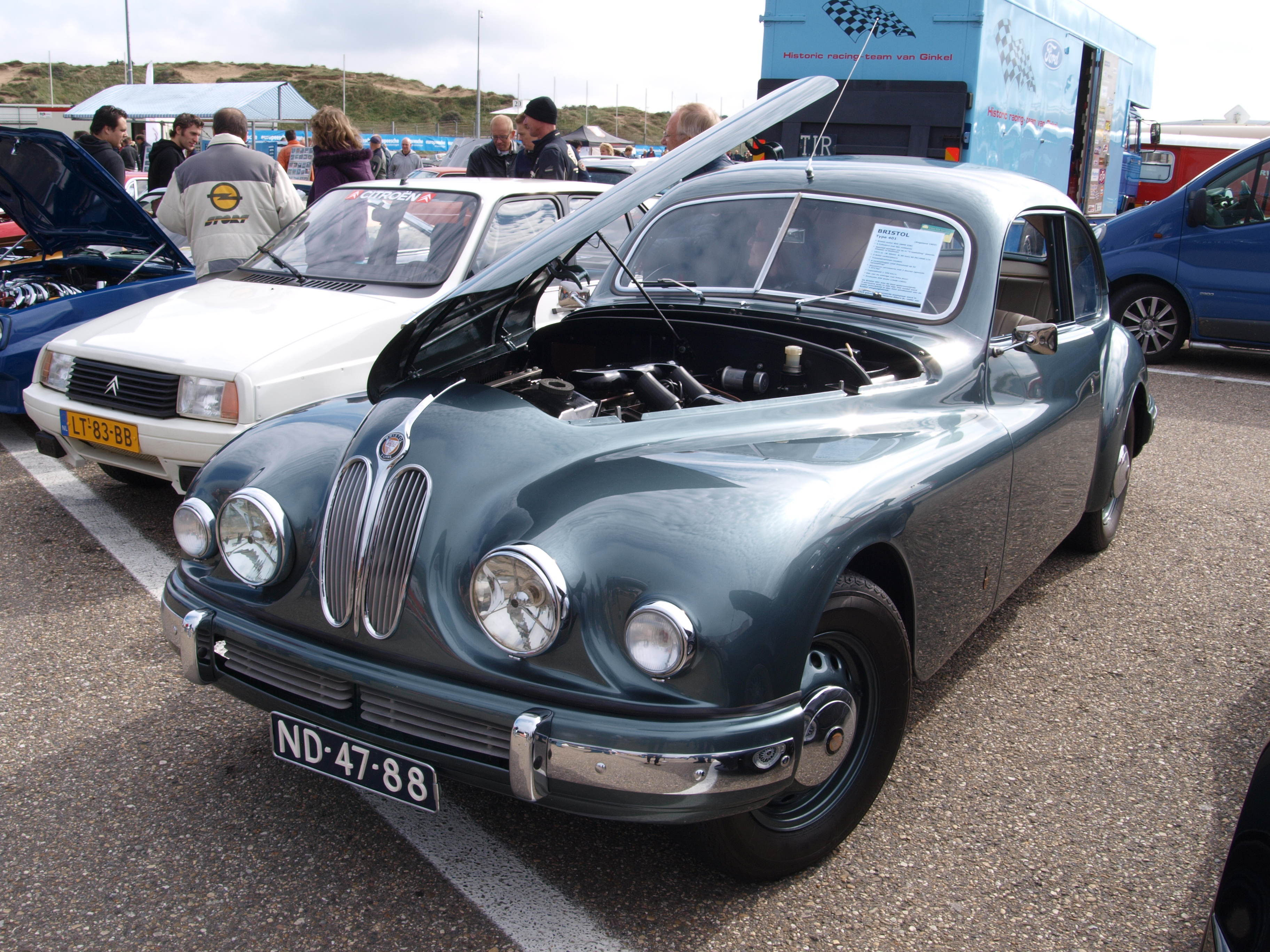
Передня частина Bristol 401

Модель Bristol 401 збудована на базі шасі і мотора Типу 85С потужністю 85 к.с. з моделі Bristol 400. Шасі і мотор практично не зазнали змін. Кардинально змінили конструкцію кузова, який повністю виготовляли з алюмінієвих листів. Дизайн кузова розробила міланська компанія Carrozzeria Touring. Це був один з перших британських автомобілів, модель якого у масштабі 1:10 випробували в аеродинамічній трубі. Лобовий опір Cx=0,36 був одним з найменших у машин того часу (Citroën 2CV (1949) — 0,5); Citroën DS (1956) — 0,38; Tatra 87 (1938) — 0,36). Зокрема для зменшення опору були відсутні ручки дверей. Їх замінили кнопками і спеціальним пристроєм відкривання. Форма корпусу від італійської компанії була близькою до Alfa Romeo 6C 2500. У ній дизайнери змінили окремі деталі. На крилах по обидві сторони капоту встановили по два блоки фар, а бічний профіль крил проглядався до середини дверей. Висока задня частина кабіни, форма задніх крісел дозволяла комфортно розміститись людям високого росту. Загалом у кабіні могло розміститись 5 пасажирів. Бампери з часом малювали у колір кузова, вони мали гумові демпфери для зменшення сили легких зіткнень. Задні ліхтарі були інтегровані у бампери. Запасне колесо розміщувалось зовні під рамою в окремому відсіку.

### Bristol 402
Чотиримісний кабріолет випускався обмеженою серією (1949–1952). Дизайн алюмінієвого кузова розробила міланська компанія Carrozzeria Touring. М'який дах складався до кузова поза заднім сидінням. Існувала модифікація з жорстким знімним дахом, яку замовили лише один раз. По автомобілі Bristol 402 купили актор Стюарт Грейнджер і його дружина Джин Сіммонс, через що Bristol 401 отримав назву «Hollywood Special».

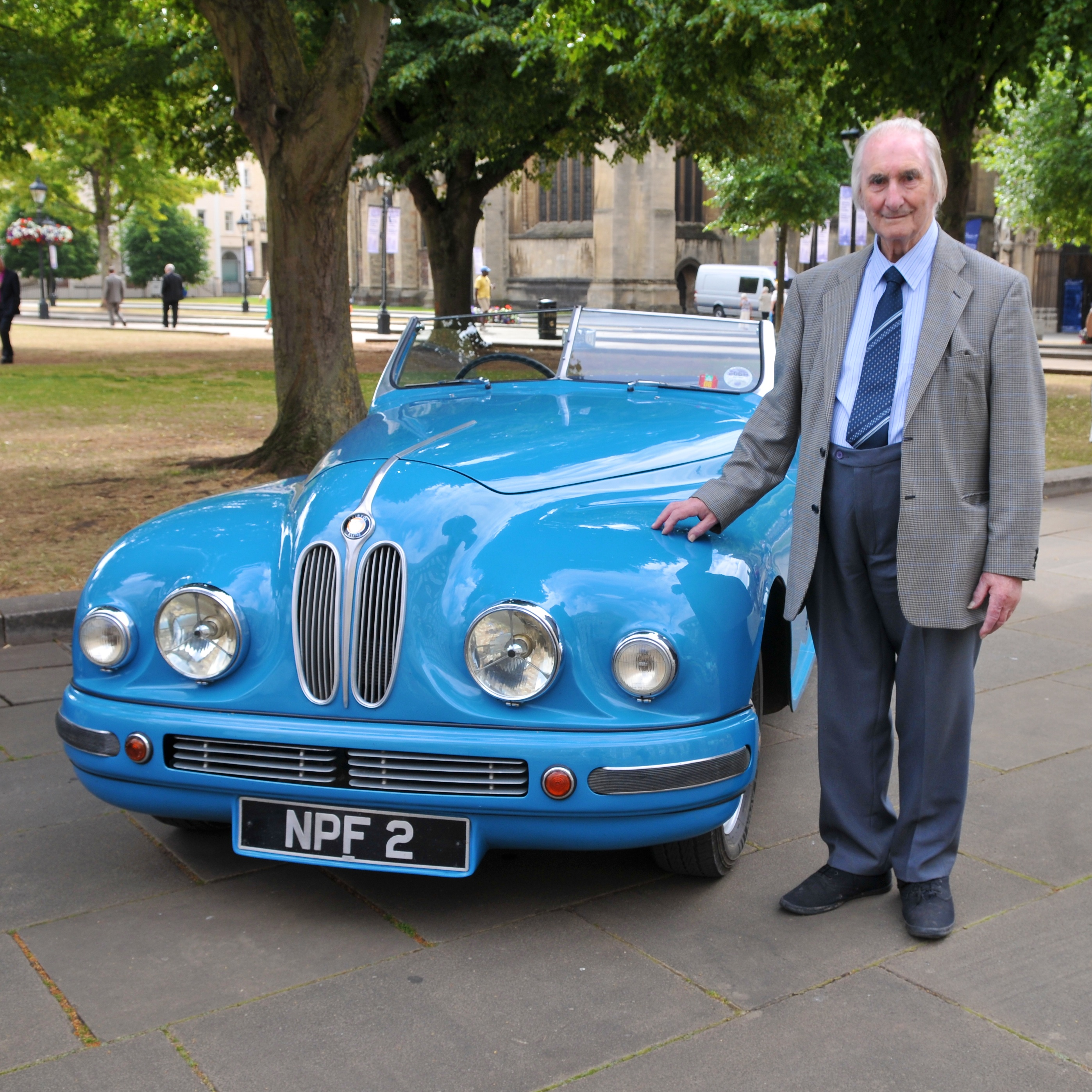
Bristol 402. Належав Джин Сіммонс